# PI-3K
PI-3K یا فسفواینوزیتید ۳-کیناز (انگلیسی: Phosphoinositide 3-kinase) نام گروهی از آنزیم‌های ورارسانندهٔ درون‌یاخته‌ای پیام است که گروه هیدروکسیل واقع در موقعیت ۳ حلقهٔ اینوزیتول در فسفاتیدیل اینوزیتول را فسفریزه می‌کنند.

ورارسانی پیام در خزان یاخته‌ای

کارکرد سلولی آنزیم‌های PI-3K شامل رشد، تکثیر، تمایز، حرکت، حیات و تبادلات درونی یاخته است که در سرطان نیز دخیل هستند.

## دسته‌بندی
آنزیم‌های PI-3K بر اساس ساختار، تنظیم و اختصاصی بودن سوبسترای لیپیدی در شرایط برون‌تنی، به چهار دسته تقسیم می‌شوند.
- دسته ۱: آنزیم‌هایی که مسئول تولید فسفاتیدیل اینوزیتول ۳-فسفات، فسفاتیدیل اینوزیتول (۳٬۴٬۵) بی فسفات و فسفاتیدیل اینوزیتول (۳٬۴٬۵) تری فسفات (PI(3,4,5)P3) را بر عهده دارند.
- دسته ۲: آنزیم‌های که به کربن شماره ۲ ختم می‌شوند. این دسته اگرچه هر سه نوع ایزوفرم (C2α, C2β, C2γ) را در بر می‌گیرد، اما فاقد پروتئین تنظیم‌کننده است.
- دسته ۳: این دسته تنها، فسفاتیدیل اینوزیتول ۳-فسفات را از فسفواینوزیتول تولید می‌کنند. این دسته از نظر ساختاری به دسته اول شبیه هستند.
- دسته ۴: این دسته از پروتئین‌های سرین/ترتوئین کیناز ساخته شده‌اند.